# Aeroportul Juara
Aeroportul Juara (IATA: JUA, ICAO: SIZX) este un aeroport din Mato Grosso, Brazilia ce deservește zona Juara. Aeroportul a fost tranzitat în 2020 de 56 de pasageri. A fost numit după zona deservită.
Situat la o altitudine de 302 m, aeroportul dispune de 1 pistă.

## Infrastructură

### Piste
Aeroportul dispune de o singură pistă. Pista 11/29 are suprafața de asfalt și dimensiunile 1.200 m × 30 m. 